# Alosa alosa
El sábalo (Alosa alosa) es una especie de pez de la familia Clupeidae. Antiguamente común desde Escandinavia hasta el Mediterráneo occidental, actualmente es raro en el norte de Europa y las islas británicas. Se considera extinto en muchos ríos europeos.
Se encuentra en Argelia, Bélgica, Bulgaria, Dinamarca, Francia, Alemania, Grecia, Irlanda, Italia, Marruecos, los Países Bajos, Noruega, Polonia, Portugal, España, Suecia, Turquía y el Reino Unido.

## Etimología
El nombre del género y el epíteto específico Alosa alosa deriva de la palabra latina alosa, referido a un tipo de pez, probablemente un sábalo o un arenque. Su nombre común "sábalo" proviene del hispano-céltico *sabolos ‘estival’ o bien del galo*sabŏlos, ambos a su vez del protocelta *samos que significa "verano" por la época (mayo y junio) en que aparecían estos peces.

## Población en la península ibérica
Las poblaciones de este pez en los ríos ibéricos han disminuido drásticamente sobre todo en el sur (en los ríos río Tajo, Sado y Guadiana). Los del norte (Mondego, Lima y Miño) mantienen todavía poblaciones de cierta importancia.